# Raión nacional Tofalar
El Raión Nacional Tofalar fue un raión nacional del óblast de Irkutsk de la antigua Unión Soviética, ubicado en la RSFS de Rusia.

## Descripción
El Raión se creó en 1930 en una zona poblada mayoritariamente por la etnia Tofa, o Tafalar. En 1935 el Soviet Municipal Tofalar, el Soviet Municipal Karagass y el  Consejo Asesor se reunió en Ust-Nerja y aprobaron el estatus de Territorio Nativo. En 1939 recibió el estatus de Rayón Nacional.  Al principio el territorio estuvo subordinadao al Soviet del Consejo Karagass, desde 1922. El Centro Administrativo del rayón fue la localidad de Alygdzher. No obstante, la educación escolar se impartía sólo en ruso. El Rayón fue disuelto en 1950 y su territorio pasó a formar parte del Consejo Municipal de Tofalar y de Verhnegutarsk de la provincia de  Nizhneudinsk.